# Tom Tall
Tom Tall (* 27. Dezember 1937 in Amarillo, Texas, als Tommy Lee Guthrie; † 14. Juni 2013 in Las Vegas, Nevada) war ein US-amerikanischer Country-Musiker. Seine Musik zeichnet sich vor allem durch eine Mischung aus Pop, Country und Rockabilly aus.

## Leben

### Kindheit und Jugend
Geboren und aufgewachsen in Texas, zeigte Tom Tall schon früh ein Talent zum Singen. Nebenbei war er auch am Jagen und Angeln interessiert. In seiner Jugend wurde er vor allem von Hank Williams und Hank Thompson beeinflusst; mit zwölf Jahren hatte er auf dem Radiosender KSNY in Snyder eine erste eigene Radioshow. Im Jahr danach zog seine Familie nach Kalifornien, wo er 1953 mit dem Plattenlabel-Besitzer Fabor Robison Bekanntschaft machte. Tall sagte später dazu: „I won the talent show, and he was there and saw me. He asked me to come out to his place and make a demonstration record.“

### Karriere
Nach dem Treffen mit Robison spielte Tall in den Western Recorders Studios in Hollywood einige Demo-Bänder ein, die er Robison schickte. Der zeigte sich angetan und nahm Tall unter Vertrag. Talls erste Session fand sechs Monate später statt, bei der vier Titel eingespielt wurden. Die Hintergrundband war die Louisiana-Hayride-Hausband, die unter anderem D.J. Fontana am Schlagzeug und Floyd Cramer am Klavier einschloss. Seine erste Single erschien am 14. Mai 1954 mit I Gave My Heart To Two People, eine zweite folgte im September. Währenddessen hatte Robison die Idee, Tall ein Duett mit Ginny Wright singen zu lassen. Wright hatte zusammen mit Jim Reeves bereits einen Top-5-Hit im vorigen Jahr. Das Duett Are You Mine von Tall und Wright stieg auf Platz 2 der Billboard Charts; ihre zweite Single Boom Boom Boomerang wurde jedoch nur ein regionaler Hit. Als Wright sich 1955 aus dem Musikgeschäft zurückzog, konzentrierte Tall sich auf Solo-Projekte.

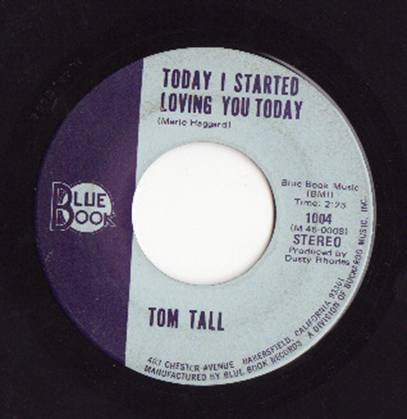
Today I Started Loving You Today

1956 fand er in Ruckus Tyler und den Creel Sisters weitere Duett-Partner. Mit Tyler veröffentlichte er die Rockabilly-Titel Don't You Know und If You Know What I Know, mit den Creel Sisters den Pop-Song Whose Little Pigeon Are You?. Nach einer Tournee durch Texas zusammen mit Elvis Presley verließ Tall Mitte 1956 Fabor Robison und wechselte zu dem kleinen Label Sage in Hollywood. Von 1955 bis 1959 war er Mitglied verschiedener Radioshows, wie dem KRLD Big D Jamboree, der KFI Town Hall Party, der WSM Grand Ole Opry sowie Gast im Ozark Jubilee. Während der 1960er Jahre nahm er bis in das nächste Jahrzehnt unter anderem bei Columbia Records, Decca Records, Crest Records, Sundown Records und weiteren Platten auf. In Los Angeles freundete er sich mit dem bekannten Rockabilly-Sänger Eddie Cochran an. Sein größter Erfolg aus dieser Zeit war Bad Bad Tuesday aus dem Jahre 1964, das Platz 25 der Charts belegte.
1979 beschloss Tall, sich aus dem Musikgeschäft zurückzuziehen und arbeitete fortan als Geschäftsmann in Las Vegas. 1985 kehrte Tall wieder für Aufnahmen in ein Studio zurück und tritt seitdem vereinzelt wieder auf. Tall lebte bis zu seinem Tod 2013 in Las Vegas.

## Diskographie

### Singles
Die Single-Diskographie ist bis 1964 komplett. Weitere Aufnahmen bei Columbia, Decca, Sundown, Blue Book und Scorpion sind unbekannt.
| Jahr | Titel                                                                               | Plattenfirma   |
| ---- | ----------------------------------------------------------------------------------- | -------------- |
| 1954 | I Gave My Heart to Two People / Please Be Careful                                   | Fabor 108      |
| 1954 | You Loved Another One Better Than I / I Want to Walk With You                       | Fabor 115      |
| 1955 | Are You Mine / Somebody New (mit Ginny Wright)                                      | Fabor 117      |
| 1955 | Boom Boom Boomerang / Out of Line (mit Ginny Wright)                                | Fabor 121      |
| 1955 | Goldie Jo Malone / Underway                                                         | Fabor 123      |
| 1955 | Give Me a Chance / Remembering You                                                  | Fabor 125      |
| 1955 | Will This Dream Of Mine Come True / Come With Me (mit Ginny Wright)                 | Fabor 127      |
| 1956 | Whose Little Pigeon Are You (mit den Creel Sisters) / B-Seite von den Creel Sisters | Abbott 3022    |
| 1956 | Hot Rod Is Her Name (mit den Creel Sisters) / Why Must I Wonder                     | Fabor 132      |
| 1956 | Don't You Know / If You Know What I Know (mit Ruckus Tyler)                         | Fabor 139      |
| 1957 | Three Walls / This Island                                                           | Sage           |
| 1958 | Stack-a-Records / Mary Jo (and His Tom Cats)                                        | Crest 1038     |
| 1958 | To Be Alone / High School Love                                                      | Crest 1052     |
| 195? | In the Shadows of the Night / I Want You                                            | Chart          |
| 196? | Gravy Train / I've Seen Everything                                                  | Chart          |
| 196? | Hill Above the City / Eyes Look Away                                                | Chart          |
| 1964 | Bad Bad Tuesday / Oohin' and Aahin'                                                 | Petal          |
|      | Family Problems / Today I Started Loving You Today [!]                              | Blue Book 1004 |

### Alben
- 2005: Are You Mine (Bear Family Werkausgabe mit Ginny Wright)